# 中国哲学

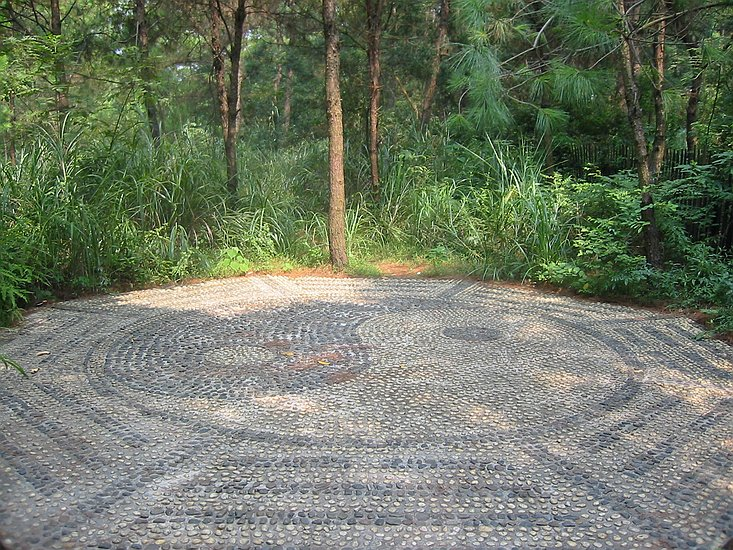
きれいに整えられ、「八卦図」を伴った陰陽図。中国広西壮族自治区南寧市

中国哲学（ちゅうごくてつがく）は、中国において漢文で発達した哲学。具体的には諸子百家・儒教・道教・中国仏教・陰陽五行思想などの総称。場合によっては三民主義・マオイズム・新儒家といった近現代中国語圏の思想を含むこともある。インド哲学や日本思想と並ぶ東洋哲学の一つであり、中国文学や中国史と並ぶ中国学の対象。戦前の日本では「支那哲学」と呼ばれ、現代では中国思想（ちゅうごくしそう）などとも呼ばれる。
「中国哲学」という概念は、1900年前後の日本や中国の知識人が、西洋哲学を摂取する中で生み出した概念である（#研究史）。

## 概要
中国の伝統思想の起源は「諸子百家」の時代として知られる春秋戦国時代にまで遡る。諸子百家は顕著な知的・文化的発展によって特徴づけられる。中国哲学の多くは戦国時代に始まったが、その構成要素は数千年にわたって存在してきた。『易経』(変化の書)は古代の卜占の概要をまとめたもので少なくとも紀元前672年にまで起源を遡るが、この書物にそういう構成要素を見出すことができる戦国時代にこそ中国の大哲学派、つまり、儒家、墨家、法家、そして道家が農家、陰陽家、名家のような後に勢いを失う学派とともに生まれたのである。
秦王朝が倒れた後に、儒学は中国で支配的な学派となった。漢王朝以前、儒学の主要な論争相手は法家と墨家だった。歴史的に存在する学派としての法家は始皇帝の評判の悪い権威主義的な法律のために概して消えていったが、法家の思想・制度の多くは辛亥革命で帝政が終わるまで中国哲学に影響を与え続けた。墨家は有名であるが最初に兄弟愛を強調したために秦王朝が奉じた法家と争い、後に漢王朝の時代に政治的正当性を獲得した儒家と争って支持を失っていった。六朝時代には玄学が起こり、中国仏教が盛んになった。仏教は後漢王朝の時代にインドから中国へ入ってきた。唐王朝の時代には仏教がインドから中国に到来してから500年がたっていたが、中国仏教は中国独自の宗教哲学へと完全に姿を変えていた。中国仏教では禅宗が優位を占めた。新儒学が宋・明の時代に大きな支持を集めたが、それは主に儒学と禅哲学とを融合させたことによる。
儒教は中国の賢人孔子の教えを集めたものである。孔子は紀元前551年から紀元前479年まで生きた人である。彼の哲学の関心は倫理学と政治学にあり、個人及び政府の倫理、関係の正しさ、正義、伝統の墨守、誠実さを重視した。論語は儀式の重要さだけでなく「仁」の重要性も強調している。仁は大まかに訳すと「人の心」となる。儒教は、法家とともに、世界で最初に生まれたメリトクラシー、つまり人の財産は家柄、財産、コネよりもむしろ教育と徳性によって決められるべきだという思想の原因である。儒教は中国の文化、国家、さらに東南アジアの国々にも大きな影響を与えたし、現在も与え続けている。
19世紀および20世紀に、中国哲学は西洋哲学の概念と統合した。辛亥革命に参加した反清革命派は西洋哲学を伝統哲学に取って代わるものとみなした。五四運動を学んだ者は中国の古い皇帝制やその実践を完全に廃することを求めた。この時期、中国の学者は民主主義、マルクス主義、社会主義、自由主義、共和主義、それにナショナリズムのような西洋哲学のイデオロギーを中国哲学に組み入れようとした。その最たる例は孫文の三民主義や、マルクス・レーニン主義の変種である毛沢東のマオイズムである 。現代の中華人民共和国では公式のイデオロギーは鄧小平の「社会主義市場経済」である。
中華人民共和国は歴史的に古代中国哲学と敵対してきたが、後者の影響は中国文化に今も非常に深く染み込んでいる。ポスト改革開放の時代には現代中国哲学は「新儒家」のような形をとって再登場した。日本と同様に、中国において哲学は思想のるつぼとなってきた。新しい概念も受け入れるが一方でそれと古い思想を調和させようともする。中国哲学は東アジア、さらに東南アジアの人々に強い影響を与え続けている。

## 先秦

### 初期思想
商王朝初期の思想は周期性に基づいていた。この考えは商王朝の人々が自分の身の回りのもの、つまり巡り来る昼と夜、変わり続ける季節、そして満ち欠けを繰り返す月といったものにそれを見出していたから生まれた。そのため、中国史を通じて関係のあるこの考えは自然法則を表している。また、周期性は西洋哲学との基本的な違いである。西洋哲学では直線的な発展が支配的な見方である。商王朝の時代には、運命は偉大な神々が操作しているとされた。祖先崇拝が行われ普遍的に認知されていた。人間や動物が生贄にされていた。
商王朝が周王朝に滅ぼされると、「天命」という新しい政治的・宗教的・哲学的概念が導入された。天命は為政者がその地位にふさわしくなくなったときに取り上げられるものとされ、周の支配を抜け目なく正当化した。考古学的な証拠によればこの時期、読み書きの能力と天帝(中国の民間信仰で最上位の存在)に対する信仰からの遷移の増加が祖先崇拝とともに一般的になり世俗的な方針が前面に押し出された。

### 諸子百家
紀元前500年頃、周王朝が衰退して中国が春秋時代に入ったのち、中国哲学の古典期が始まる(興味深いことにこの時期は最初のギリシア哲学と一致している。枢軸時代を参照)。これは諸子百家として知られている。この時期は中国哲学の黄金時代とみなされている。春秋時代とそれに続く戦国時代の多くの学派のうちで、儒家、道家、墨家、法家の4学派が最も影響力が強かった。

#### 儒家

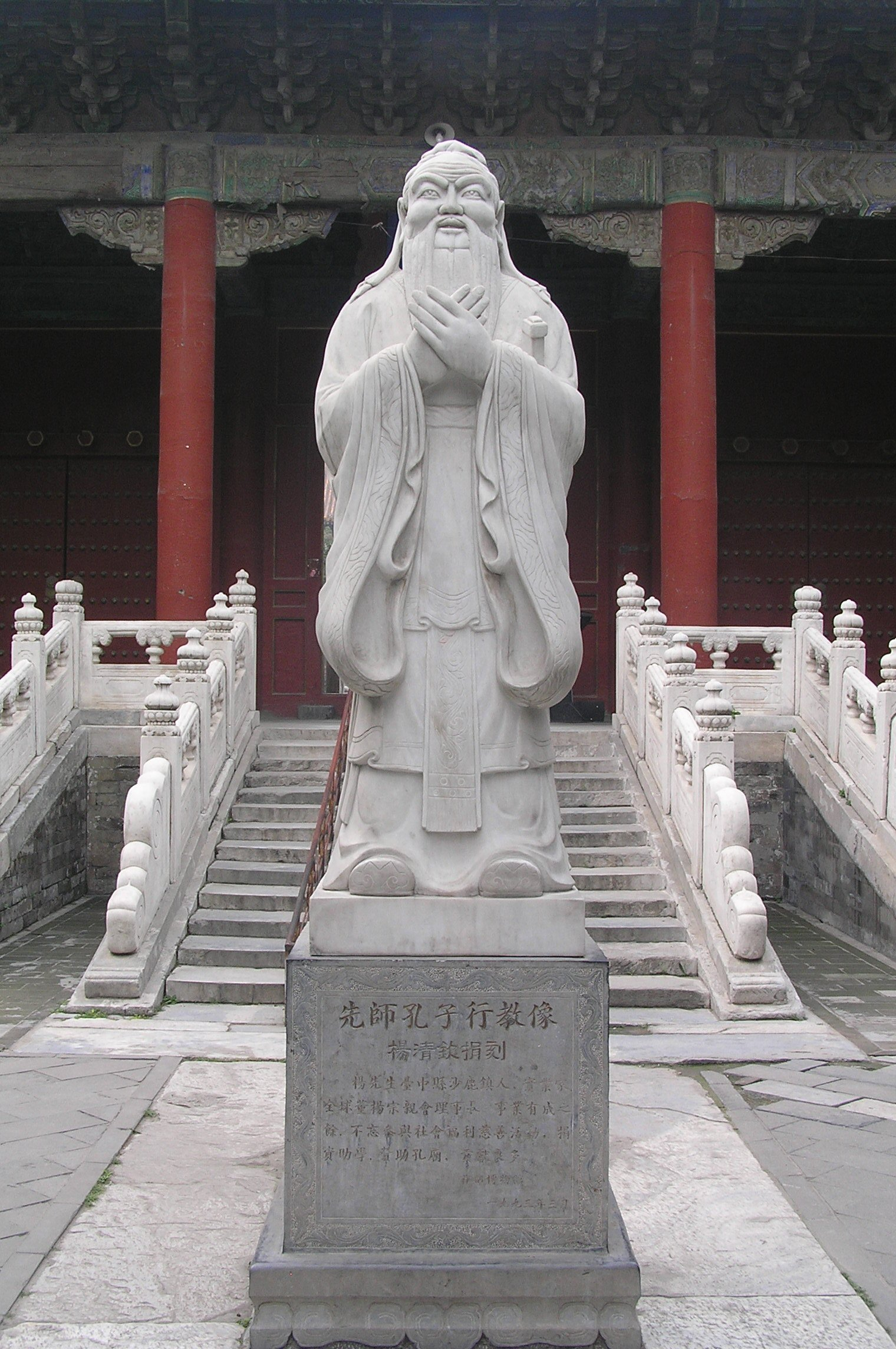
孔子

儒家は『四書五経』に収められた賢人たちの教えをもとに発展した。儒学は倫理的・社会的・政治学的・宗教的な体系であり、生まれてから21世紀にいたるまで中国の歴史・文化に膨大な影響を与えてきた。西洋人の中には儒学を帝政期中国の国教であったと考えてきた者もいる。その影響は朝鮮と日本にも広がった。
主な儒学の概念には「仁」(人間性あるいは人道)、正名(名前の改正。例えば、悪い政治をする為政者はもはや為政者ではなく、廃してもよい)、忠(忠誠)、孝(孝行)、礼(祭礼)といったものがある。孔子は能動的なものと受動的なものの二種類の黄金律を説いた。陰陽思想は永久に互いに争いつづけ、永遠の矛盾と変化を導く2つの相反する力を表す。孔子の「両極端を廃して中間をとれ」という考えはヘーゲルの「定立、反定立、総合定立」という二つの最高のものを合体させてその中間地点に着地することで反対のものを和解させる考えの中国における相似物である。

#### 道家

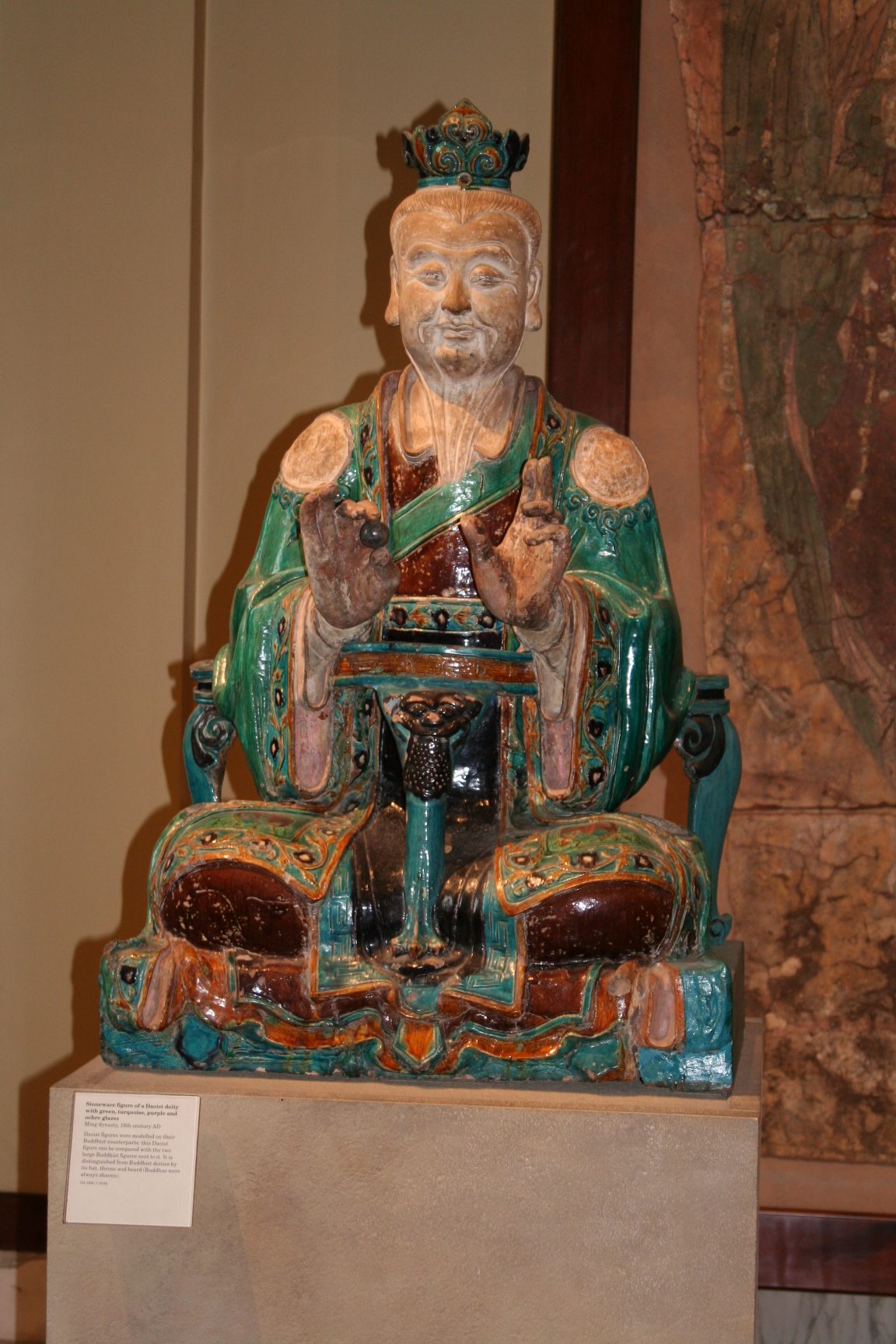
道教の神仙を模った釉薬を塗った炻器。明朝、16世紀

道家は『老子道徳経』や『荘子』などに代表される哲学思想の一派である。道家と道教の関係については、前者が宗教化して後者に発展したとの意見もあるが、一方、道教は道家のイメージや教典を借用しただけであり、「道教と道家思想は全く別個のものである」とする意見もある。
「道」は字義的には「みち」を表す。しかし道家・道教において大抵の場合道は、宇宙全体を取り巻いているが「道」という以上に言葉で表すことも感じることもできない力を表す形而上学的な術語である。有名な中国の哲学派は全て倫理的な生活に関して進むべき正しい「道」を探求してきたが、道家では「道」はより抽象的な意味をとり、これによってこの学派が名づけられることになった。道家は非活動(「無名」)、柔の強さ、自然さ、それに相対主義を称揚する。道家は活発な道徳性の学派である儒学のライヴァルとされてきたが、このライヴァル関係は「外面的には儒学を実践し、内面的には道家を実践する」という成句で和解され、パースペクティヴを与えられる。
しかしその主な標語は「統治しなければいけないなら若者を統治しろ」である。
大帝の場合道家が重視するのは人の世界を良くしようという試みは実際には世界を悪くするという否定できない事実とされるものは何かということである。そのため自然や人間の情動に潜在的に危害を加えうる干渉を最小限にして、調和しようとすることがより良いことだということになる。

#### 法家
法家は商鞅や韓非が研究したプラグマティックな政治哲学である。「時代が変わればやり方も変わる」という重要な原理とともに、法家は法の支配を支持しており、それゆえに法哲学の理論である。
為政者は領民を次の三つをもって統治するべきである:
1. 法: 法律
2. 術: 方法、戦術、技術、国政術
3. 勢: 妥当性、権力、カリスマ

法家は秦王朝に採用された哲学である。法家は全体主義社会を作り出したとして責められ、それによって衰退した。その主な標語は:「厳格な法を明文化し、罪人には厳罰を与える」である。商鞅と韓非の二人が状況や人物に関わらない法の支配の絶対厳守を普及した。ただ一人為政者は賞罰を受けることなく権威を保っていることになる。大臣はその発言が進言の結果と一致した時にのみ賞され、そうでないときには罰される。結果が彼らの主張するところより悪いかよいかは関係ない。韓非の理解するところによれば法家は国を軍国主義的閉鎖経済へ導くことができるという。法家哲学は大いに発展し、儒家および墨家を強く批判した。このことは李斯によって秦の時代に他の学派に対して行われた大規模な焚書坑儒を正当化するために利用され、漢王朝以降儒家から延々と非難されることになった。

#### 陰陽家
陰陽家は西洋では自然主義派(英:The School of Naturalists、西:La Escuela de los Naturalistas、伊:La Scuola dei Naturalisti、波:Szkoła  naturaliści、芬:Naturalistien koulukunta など)とも呼ばれていて、陰陽思想と五行説を組み合わせた戦国時代の哲学である。鄒衍がこの学派の始祖とされている。彼の理論は自然の基本的な力を表す術語、つまり相補的な動作主体の陰と陽および五行(金木水火土）で宇宙を説明しようとしたものである。かつては、この理論は燕および斉といった国と最も強く結び付けて考えられた。時代が下ると、こういった認識論的な理論は哲学及び民間信仰のうちで重要性を保った。この学派は中国医学の枠組みに吸収されたのと同じだけ儒家や道教などにも吸収されていった。陰陽家に関する現存する最初期の記録は馬王堆帛書や黄帝内経に見いだされる。

#### 墨家
墨家は墨子が開いた学派で相互利益を目的とした博愛の普及に努めた。争いを避けるためには皆が互いに対等かつ平等に愛し合わなければいけない。墨子は儒家の儀礼に強く反対し、代わりに農業によるプラグマティックな生活、要塞建築、行政学を重視した。伝統とは矛盾の多いもので、どの伝統を受け入れるか判断するためには伝統の外に立つ指針が必要となる。そして倫理的な指針は公共的な利益を最大にするような行動を奨励・促進しなければいけない。理論の動機づけとして、墨子は「天志」を導入した。この概念は一見宗教的に見えるが、彼の哲学は宗教的というよりむしろ功利主義と相似している。

#### 名家
名家は論理学、パラドックス、名辞そして活動性(儒家の正名と同様のもの)を扱った。名家の恵施は荘子の友好的な好敵手で、快活で戯謔のあるやり方で道家に対抗した。もう一人の名家公孫竜は有名な白馬非馬説を唱えた。中国人が詭弁術や弁証術を実践的だとみなさなかったため、この学派はあまり盛んにならなかった。

#### 農家
農家は古代の農本主義的な社会・政治哲学で、耕作者たちによる原始共産制的ユートピアや平等主義を唱道した この哲学が基づいているのは人間社会は農業の発展に端を発しており、社会は「人間の耕そうという性向」に基づいているという考えである。
理想的な政府は半ば神話的な神農の政府に基づいて設計され、民衆とともにのうちで働く情け深い王に導かれると農家は固く信じていた。農家が理想とする王は国庫を通じて政府から賃金を得ることはない。彼の生計は彼が行った政治によってではなく、彼が自ら農地で働いて得た収益で賄われる。儒家と違って農家は分業を支持せず、代わりに、国の経済政策は平等主義的な自給自足に基づく必要があると主張した。農家は価格操作、つまり同種の物品は品質や需要の違いに関わらず、厳密に同じ固定された価格にされることを支持した。

## 秦漢～唐

### 歴史

#### 秦漢王朝
短期間のみ存在した統一王朝としての秦は法家を公式哲学として焚書坑儒を行った。法家が影響力を保っていたのは漢王朝の皇帝たちが道家、後には儒家を公式教義として採用するまでだった。後二者は仏教の到来までは中国思想の中で決定的な力となった。
儒学は漢王朝の時代に特に強力であった。その最大の思想家は董仲舒で、彼は儒学を董仲舒の学派や五行説と統合した。また、彼は今文経学を起こした。その学派では孔子を神的な人物で中国を精神的に支配しており、予知能力があって世界の普遍的平和に向けての革命を開始すると考えた。対照的に、古文経学ではずっと信頼できる古い字体(古文経学のなはここに由来する)で書かれた孔子の著作を使うことを支持した。とりわけ、彼らは孔子を神のような人物とする臆説を論駁し、彼を偉大な賢人ではあるが単なる死すべき人間にすぎないと考えた。

#### 六朝時代
3世紀から4世紀にかけて新道家とも言われる「玄学」(神秘的な学問)の興隆がみられた。この流れの最も重要な哲学者は王弼、向秀、郭象らである。この学派の取り組んだ主な問題として存在は非存在に先立つか(中国語で存在は「名」、非存在は「無名」である)というものがある。こういった竹林の七賢のような道家哲学者の特徴的な形質は「風流」、つまり自然や本能的な衝動に身を任せるある種のロマンチックな精神である。
仏教は紀元後1世紀に中国に到来していたが、南北朝時代、隋、唐の頃になって初めて大きな影響力と認知を有するようになった。最初、仏教は道家の教派の一つだと考えられ、道家の始祖老子について、インドへ行って自分の哲学を仏陀に伝えたという説も存在した。大乗仏教は中国においてライヴァルの小乗仏教よりもずっと成功した。どちらの仏教も中国土着の教団とともに5世紀に興隆した。二人の重要な僧哲学者として僧肇と道生がいる。しかしおそらくもっとも重要で独自の教派は禅宗で、日本に対しても大きな影響を与えた。
中唐に仏教は最盛期を迎え、伝えられるところによれば4600の寺院、40000の招提・蘭若があり、260500人の僧・尼僧がいたという。仏教の僧正の権威と修道院の財力は仏教を外国の宗教とみなす儒者たちから批判を受けるほどであった。845年に武宗が会昌の廃仏と呼ばれる廃仏令をだし、財産は没収されて僧・尼僧は還俗させられた。この後仏教は影響力を大きく減じることになった。

### 学派

#### 玄学
玄学は儒家と道家の要素を融合させた学派で、『易経』、『道徳経』、『荘子』の再解釈を行った。この流れの最も重要な哲学者は王弼、向秀、郭象らである。この学派の取り組んだ主な問題として存在は非存在に先立つか(中国語で存在は「名」、非存在は「無名」である)というものがある。こういった竹林の七賢のような道家哲学者の特徴的な形質は「風流」、つまり自然や本能的な衝動に身を任せるある種のロマンチックな精神である。

#### 禅

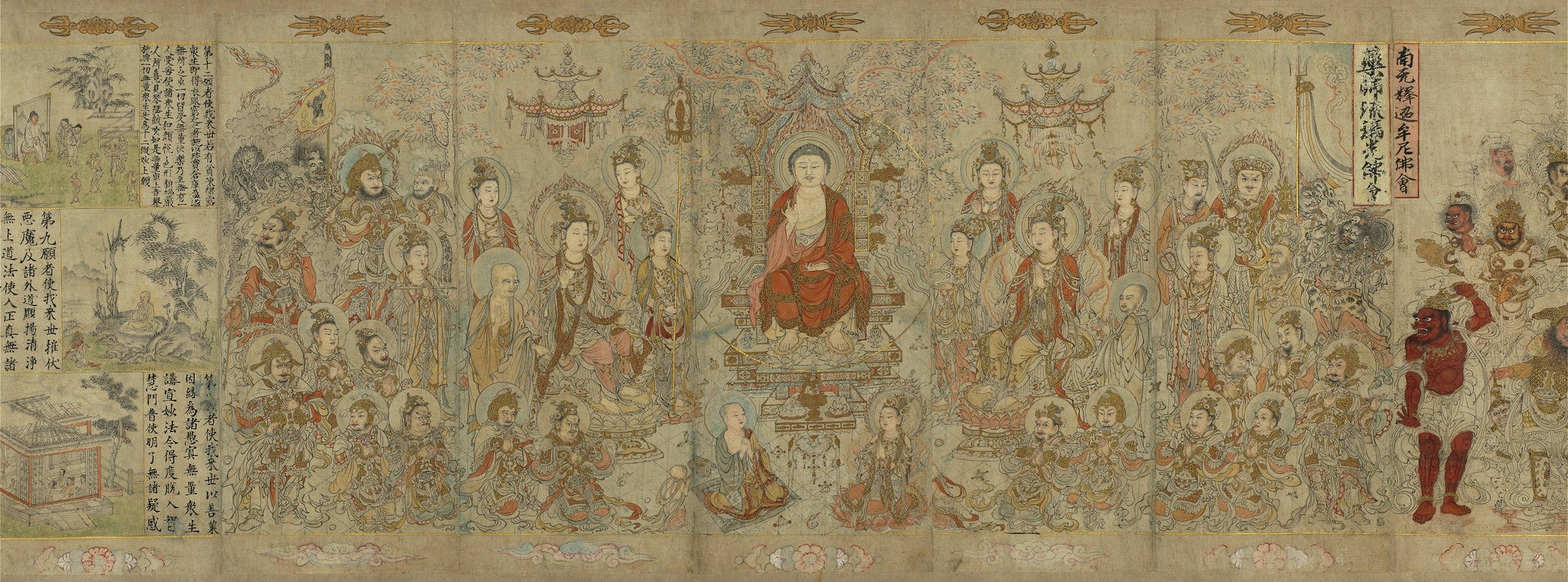
『釈迦牟尼仏陀』、画家張勝温による、1173年-1176年、南宋

仏教は宗教であり、実践哲学であり、そしておそらく心理学でもあり、紀元前6世紀中ごろから紀元前5世紀前半のインド亜大陸を生きたガウタマ・ブッダの教えを重視する。一般的な意味で使われる際、仏陀は概して真理の本性を発見した人物とされる。
仏教はインドに生まれたが、仏教が最も継続的に影響を与えたのは中国である。中国の伝統的な思想は形而上学よりもむしろ倫理学に重点を置いていたので、仏教は起源であるインドの学派と区別されるいくつかの学派を発達させた。その哲学的な価値のある著名な最たる例が三論宗、天台宗、華厳宗、禅宗である。これらの学派は高次意識、真理の段階、真理は究極的には空なのかどうか、そして悟りはどのようになされるかといった問題を探求した。仏教は新儒学のはっきりした形での瞑想の唱道とともに新儒学の活動を補う霊的な側面を持っている。仏陀は何が正しく何が悪いかを人々に示した。その教えは今日にも生きている。

## 宋～清

### 歴史
新儒学は古代の孔子の教えに新たな生命を与えたもので、仏教、道教、法家の特徴を併せ持って宋代に現れた。邵雍、周敦頤、張載のような初期の哲学者は宇宙論者であり、『易経』を研究した。程顥と程頤の程兄弟は二つの主な新儒学の学派、先の理学と後の心学の始祖とされる。理学は朱熹が練り上げた哲学体系とともに宋代に覇権をとった。朱熹の学派朱子学は主流派となって元代には皇帝の実施する試験で使われるなど政府によって公式に採用された。心学は朱熹の主なライヴァル陸九淵によって発展させられたがすぐに忘れ去られた。心学は明代にのみ王陽明によって復活させられた。王陽明の影響力は朱熹に比肩する。王陽明の始めた陽明学は特に日本で重要である。
清代には多くの哲学者が新儒学に反発し、漢代の儒学への回帰が見られた。古文経学と新文経学との論争の再来も現れた。この時代には西洋文化も浸透し始めた。

### 学派

#### 新儒学
既存儒学が道教や仏教に対して人気を失っていたのに反して、新儒学はそれらの思想をより形而上学的な枠組みのもとに統合した。新儒学の概念には「理」(原理、プラトンのイデアに類似する)、「気」(生命的・物質的な力)、「太極」(宇宙の究極的根源)、「心」(心)がある。

## 近現代

### 政治思想
産業革命から近代にかけて、中国哲学も近代化の行程として西洋哲学の概念を吸収し始めた。1911年の辛亥革命の頃までに、五四運動のように中国の古い皇帝制度や実践を廃しようという要求が多くあった。民主制、共和主義、そして産業主義を中国哲学と統合しようという試みが特に20世紀初めの孫文によってなされてきた。さらに毛沢東がマルクス主義、スターリン主義、そしてその他の共産主義思想を加えた。
中国共産党が権力を握ると、既存の学派は、とりわけ法家を除けば後進的だと非難され、後に文化大革命の頃には粛清もされた。しかしながらそれらが中国思想に与えた影響は今も残っている。現代の中華人民共和国政府は一種の社会主義市場経済を促進しようとしている。
文化大革命の過激な運動以降、中国政府は伝統的な信仰の営為により寛容になってきた。中華人民共和国の78年憲法は多くの制限を課しながらも「信教の自由」を認めている。精神的・哲学的な慣例は中国共産党に脅威とみなされない限りで構築・再構築を許されてきた(しかし、こういった慣例が国家に厳格に監視されていることは言及しておくべきであろう)。残りの影響は中国文化に未だ深く染み込んでいる。日本と同様に、中国でも哲学が思想のるつぼとなってきた。新しい概念も受け入れるが一方でそれと古い思想を調和させようともする。

### 新儒家
宋明理学も新儒教と呼ぶことがあるが、近代の新儒家とは区別される。新儒家は儒教の知的運動で20世紀初期に中華民国で始まり、ポスト毛沢東時代の中華人民共和国で復興した。

## 重要人物
儒家
- 孔子、儒教を大成した。
- 孟子、性善説を唱える。
- 荀子、性悪説を唱える。韓非と李斯の師。
- 朱熹、朱子学の創始。
- 王陽明、陽明学の創始。

道家
- 老子、『老子道徳経』の著者だが非実在説もある。
- 荘周、『荘子』の著者とされる。
- 列禦寇、『列子』の著者とされる。

墨家
- 墨子、墨家の創始者。

法家
- 商鞅、法家の創始者で秦の重要な改革者。
- 韓非、法家の最も著名な理論家の一人。
- 李斯、法家の有名な支持者にして実践者。

仏教
- 慧能、中国禅の第六祖。

## 全体的特徴
個々の学派はずいぶん異なるが、それにもかかわらず同じ語彙と関心を共有している。
中国哲学に広く見いだされる術語:
- 道  (みち、もしくは個人の信念)
- 徳  (美徳、力)
- 理  (法則)
- 気  (生命のエネルギーと物理的な力)
- 太極 (偉大な天の軸)は二つの相補的な両極端を形成する
- 陰陽 「陰」は本来山腹の日陰になっている側を表す。哲学的には闇、受動、女性の原理を意味する。反対に「陽」(山腹の日向になっている側)は明、能動、男性の原理を見する。陰と陽は相容れないものではなく、波が寄せては返すように互いに入れ替わる。

中国哲学の共通性の中には次のようなものがある:
- 人間を自然から分離したものと見ない傾向
- 一神教の神の存在と自然に関する問いは西洋哲学に大きく影響したが、中国哲学では重要とならず、中国の伝統的宗教の対立の原因ともならなかった。
- 哲学の目的は第一に倫理的・実践的指針となることだという信念
- 政治に対する関心:諸子百家のほとんどの学者は為政者を説得して自分たちの主張するように振る舞わせようとした。

## 茶の哲学
中国哲学は喫茶文化の発展に影響を与えた。茶芸の構成要素には自然と自己修養との調和、形式ばったお膳立てにしろ形式ばらないお膳立てにしろ茶を楽しむことが含まれる。茶は飲み物以上のものであり、調和の育成、自然との調和の促進、心の鍛錬、心の鎮静、そして純粋な悟りの獲得として理解され、実践されるとき、茶芸は茶道となる。

## 研究史

### 黎明期から20世紀初頭
孔子や老子の思想を「哲学」と呼ぶことは、マテオ・リッチやトリゴー、クプレ、ノエル、ライプニッツ、ヴォルフら、17世紀の中国学黎明期から行われている。ただし、当時は「哲学」の意味が現代よりも広範だった（例: 自然哲学）。
現代の分野概念としての「中国哲学」、あるいは中国哲学史を叙述する営みは、明治期の日本で始まった。その主な担い手として、西洋哲学の紹介者でもある井上哲次郎や、江戸漢学の末裔でもある島田重礼をはじめ、中村正直、フェノロサ、内田周平、井上円了、松本文三郎、狩野直喜、有賀長雄、山路愛山、瀧川亀太郎、服部宇之吉、高瀬武次郎、小柳司気太、田岡嶺雲、蟹江義丸、綱島栄一郎、桑木厳翼、遠藤隆吉、宇野哲人、中内義一、久保天随らが挙げられる。彼らにより中国哲学の枠組みが作られ、特に孔子、宋明理学、徳治主義、性善説と性悪説、諸子百家の論理学派、墨子、荀子、韓非子、老荘思想等が研究された。とりわけ明治30年代（1900年前後）の東京を中心地として、西洋哲学との比較研究が流行した。なお明治期には、元田永孚や西村茂樹による修身教育の儒教主義や、三宅雪嶺や井上哲次郎による陽明学ブームも同時に進行していた。
中国では、清末の戊戌政変後（1900年前後）に日本に滞在した梁啓超、章炳麟、劉師培、王国維らが、日本の影響を受けつつ中国哲学を論じた後、民初の1920年代前後、胡適、馮友蘭、蔡元培、梁漱溟、張岱年、銭穆らが、中国哲学史を叙述した。彼らにより上記の宋明理学や諸子百家のほか、清初の黄宗羲や顔李学派、清朝考証学者の戴震が再評価された。
欧米では、上記の馮友蘭による『中国哲学史』が、英訳もされ21世紀まで教科書的に読まれている。

### 中国に哲学は有ったか
一方で、「中国に哲学は無い」「哲学は西洋特有の学問である」「"中国思想"は有っても"中国哲学"は無い」とする立場も古くからある。この立場をとった人物として、傅斯年、晩年の胡適、西村茂樹、津田左右吉、小島祐馬、ヘーゲル、フランソワ・ジュリアン、デリダらがいる。
2001年、デリダが訪中した際、この立場の発言をすると、中国の学界を中心にこの問題（中国哲学の合法性）が議論の的になった。

## 関連文献
- アンヌ・チャン 著、志野好伸・中島隆博・廣瀬玲子 訳『中国思想史』知泉書館、2010
- 井ノ口哲也 『入門 中国思想史』勁草書房、2012
- 中島隆博『中国哲学史―諸子百家から朱子学、現代の新儒家まで』中央公論新社〈中公新書〉、2022年。
- 湯浅邦弘 編著『概説中国思想史』ミネルヴァ書房、2010